# Риш
Риш е село в Североизточна България. То се намира в община Смядово, област Шумен.

## География
Село Риш се намира в полите на Предбалкана.

## История

### Древност и античност
Издирване на археологически обекти по поречието на река Брестова регистрира три древни поселения в землището на Риш. Първата селищна могила е наречена днес Чуката и е населявана през средния и късния халколит. Тя е с диаметър 150 м и височина 3 м, разположена на 2 км източно от селото на левия бряг на Брестова, преди вливането на селската рекичка в нея. Вторият древен обект е многослойно селище, населявано от ранния неолит до Късната античност. То е с площ от 29 дка и е разположено на 2,8 км североизточно от селото върху висока тераса, заобиколена от север, изток и запад с дерета. Третият обект е подобен, но независим – многослойно селище от ранния неолит и Късната античност, с височина около 2 – 3 м и дължина изток-запад 280 на 55 м, разположено на 3,5 км източно от селото върху висока тераса, заобиколена от север, изток и юг с дерета

### Османски период
В миналото селото е дервенджийско и е наричано Чалъ кавак (на турски: Ciali Kavak). За него свидетелстват западноевропейски пътници като Луиджи Майер, който изобразява бита на Риш през XVIII век. Историята на селото достига до нас благодарение на възрожденеца и народен просветител Илия Рашов Блъсков. През 1895 г. той отпечатва в собствената си печатница в Шумен книжката „Историята на селото Рижъ (Чалъ-Кавак)“. Блъсков обяснява, че историята е потвърдена от няколко независими източника. Първият му източник е местен старец, който разказва историята на селото при първото посещение на Блъсков в Риш през 1882 г. Същата година Блъсков моли местният учител Ц. Селвелиев да събере информация за произхода и историята на селото. На 24 февруари 1883 учителят представя документирани спомени на някой си дядо Кара на възраст от 5 години. На 13 април 1884 г. Блъсков получава информация от трети източник – друг местен учител на име Иван Стоянов, родом от село Драгоево, Шуменско. Както самият Илия Блъсков отчита, историята от тези три източника се засича изключително точно, което я прави достоверна. Окончателното си убеждение в достоверността на историята на селото Блъсков получава от отец Янко, свещеник от Смядово, който преди това е служил три години в Риш и се е информирал от местните за историята на селото. Изводите на Илия Р. Блъсков са следните:
| „ | Селото възниква в периода 1695 – 1700 г. По това време в този район не е имало село. Районът е обитаван от някакъв овчар, българин от Котел и неговите синове, които били девет на брой. В този планински и много усоен район са върлували разбойници, които са грабили пътуващите през прохода. На тези разбойници овчарят се е налагало да плаща „откупъ“ за правото да си пасе овцете. По онова време през Ришкия проход е минавал главният път от Шумен за Едирне и този път е бил от главните пътища в Османската империя, носел е наименованието Едирне йолу. По този път освен търговци с товари и пътници се е транспортирала и султанската хазна с данъците на раята от Североизточна България. | “ |

Разказът продължава с това, че около 1700 година синовете на този котленски овчар стават свидетели на грабеж на султанската хазна. Оказва се, че разбойниците са говорели на български и синовете на овчаря ги причакали, избили ги и отнесли хазната с тях. След известно време идва турска потеря да търси хазната. Без да го питат, овчарят отишъл, разказал им случката и ги завел на мястото, където синовете му скрили хазната. Това очевидно е направило добро впечатление на турската власт.
В друг случай не след дълго османски ага води група еничари от Одрин към Шумен по време на много тежка зимна буря с обилен снеговалеж. Очевидно трудно са минали прохода и са попаднали в пасището на овчаря, който им оказал помощ с топла храна и ги упътил към най-близкото турско село. Този случай, както и случаят с хазната стават известни и в Истанбул. Според разказа, овчарят от Котел бил извикан при султана, вероятно Мустафа II, който е в края на царуването си или при наследника му Ахмед III Хан. Султанът му благодарил за сторените добрини и му връчил султанска височайша заповед „буйрултия“, с която възлагал на овчаря заедно със своите синове да основе село Чалъ Кавак, което ще е под специалната закрила на този султански ферман. Селото е освободено от „всякаква царска давнина“ (султански данъци) и от „ангария“ (вид данък под формата на безвъзмезден труд от страна на българското население). Разрешава се и строежът на българско училище и църква, като Блъсков подчертава, по това време дори големите села в близост до Шумен не са имали правото да си строят църква и училище. Важно е да се спомене, че в църквата са служили български свещеници на църковнославянски език, а не на гръцки език. За това свидетелстват запазените църковни книги от църквата в Чалъ Кавак, които книги след разорението на селото са изнесени тайно, а към момента на издаването на книжката на Блъсков се съхранявали от Жечо Попжечов от Шумен. Четири от тези църковнославянски книги са печатани на „синя хартия“ в Москва (1564, 1582, 1589, 1590), една е отпечатана в Лвов (1688) и една доста по-късно е отпечатана в Киев (1818). Този султански ферман предоставил такава защита на селото, същевременно освобождаване от плащане на данъци, че то в кратки срокове нараснало „до 900 къщи“, а османската власт назначава „субашия“ (полицейски началник на град или голямо село).
Около 1732 година (по спомените на дядо Кара, около 150 години преди неговият разказ в 1882 г.) от Чалъ Кавак излязъл един много смел хайдут Бобя, който избил много турци и българи. По негово време в селото субаши бил някой си турчин Ибиш. Между тях възниква спор за една красива българска мома, дъщерята на дядо Севи. Дядо Севи не харесвал Бобя, но решил да му даде дъщеря си, само да не я вземе турчина Ибиш. Бобя взима за жена дъщерята на дядо Севи, което ядосало субашията Ибиш. След време субашията издебнал подходящ случай, нападнал дядо Севи, докато си пасял свинете и го посякъл. Селяни намират дядо Севи полужив, закарват го в селото и той в сетния си дъх заклел зет си Бобя да отмъсти на субашията. Не след дълго хайдут Бобя издебнал субашията Ибиш в една от местните клисури, пленил го и го одрал жив.
Очевидното благосъстояние на селото е изненадало дори художникът Луиджи Майер, който минавайки на път за Цариград се спрял в селото и нарисувал картината си „Входът към село Чалъ Кавак“. Това, което добиваме като представа от картината на Луиджи Майер е за едно подредено село. Жените съвсем свободно се движат по мегдана, очевидно не се притесняват от нищо. От изобразените три сгради само половината на едната, е със сламен покрив, останалите са с керемиди. По всичко личи, че къщите не са кирпичени, очевидно е, че селото е заможно и добре подредено. Интересно е да се отбележат речните камъни по билото и стряхата на покрива на най-близката къща в картината на Майер. И днес, по българските села в Северна България и Балкана, можем да видим този метод на осигуряване на керемидите против разместване от сняг и вятър. Луиджи Майер рисува една пасторална идилия в едно българско и относително свободно село.

Някъде след 1790 г. султанският документ (берат), който защитавал селото вече цял век, се съхранява от някой си Черню чорбаджи. Тогавашният субашия успял да склони този чорбаджия да му даде берата за някаква проверка и когато взел листа със султанския печат, го хвърлил в огъня и го изгорил. Унищожаването на султанския указ развързало ръцете на субашията и той наложил на селото такива данъци, че „трябвало всеки да разпродаде де що имал за да се наплати“. Освен това, когато и да тръгнел аскер през прохода, винаги отсядал в селото със съпътстващото изхранване на аскера по цяла седмица и други трагични за населението последствия. На населението била налагана и ангария, както на останалите български села. Селото започнало да запада и да се разпръсква. По онова време селото е изцяло населено с българи като само 12 къщи са турски, населени са със семействата на заптиите на местния субашия. Българите трудно понасят новата ситуация и тормозът на който са подложени. Израснали в относителна свобода младежите не могат да се примирят с „ярема“ на турците. На Димитровден гневът им кипва и група от буйни младежи атакува конака с цел да убият субашията. Субашията бяга и се скрива, а момците в яда си потрошават конака. От там се отправят към кръчмата на омразния Щеру, който не бил от български произход, а бил цинцарин и бил много зъл и лош човек. Младежите го хващат, пребиват го до смърт и го погребват до църквата. Това е повод за нова разправа на османците с непокорното село. Наложено е плащане на кръвнина в размер на 37 кесии пари (всяка кесия по 500 гроша). За сравнение, що за сума е това, ще приведем следният пример: Хаджи Вълчо, брат на Паисий Хилендарски посещава Хилендарския манастир на 8 октомври 1756 година (датата е вписана в кондиката на манастира) и дарява 300 (триста) гроша. С тези пари монасите възстановяват южното крило на Манастира, кулата с камбаната и параклиса „Св. Иван Рилски“. За „кръвнина“ са заклани дядо Срепко, Тодор Чалгъна и Тодор Кръстюв. Всичко това довежда до още по-тежко положение на българското население, което според дядо Кара, било толкова нетърпимо, че българите напускат селото и се заселват в не много отдалечена местност на няколко километра от Чалъ Кавак, като това ново село наричат с българската дума Бежане. Времето на преселване на българите от Чалъ Кавак на новото място Бежане е много точно датирано от дядо Кара, а именно „шест години преди Русията да доди и в наше село“. Единственият случай руски войски да успеят да преминат Балкана преди Освободителната война е по време на руско-турската война от 1828 – 1829 година. Именно през тази руско-турска война войските на генерал Иван Дибич се насочват от Шумен към Одрин, преминавайки по Едирне йолу през Ришкия проход и по-късно превземат Одрин. Очевидно българите напускат Чалъ Кавак през 1822 – 1823 година и се заселват в местността Бежане. Политическата конюнктура определя руския цар да подпише мир със султана, а руската армия се изтегля обратно. На поборниците не им остава нищо друго освен да бягат на север под закрилата на руската армия. По това време има масова бежанска вълна на българи към Русия, особено от Сливенския, и Старо-загорския край в Югоизточна България и от цяла Североизточна България. В пределите на Руската империя българите от Чалъ Кавак се настаняват в следните три села: Задунайка, Шекерлии, Чукракой. Разказът на дядо Кара продължава:
| „ | Тук ние живяхме три години (б.р. до 1832 г.), повече от нас там останаха и повече не се върнаха. Но ние, сиромасите, като никъде не можахме да заловим темель, върнахме се назад, но не в Бежане, а пак в старото село (Чалъ кавак) но не на пътя, а горе отстрани на пътя, където е селото и сега (б.р. 1882). Преди да дойдем обратно в селото, турците дошли и населили най-хубавата страна на селото и оттогава и до днес (1882 г.) турците са 120 къщи а българите 52 къщи. | “ |

.

### След Освобождението
Малко след Освобождението повечето турци са изселени от Риш и в края на XIX век етнографът Димитър Маринов го определя като „почти чисто българско село“.

## Население
Численост на населението според преброяванията през годините:
| \| Година на преброяване \| Численост \| \| --------------------- \| --------- \| \| 1934 \| 1898 \| \| 1946 \| 2210 \| \| 1956 \| 2128 \| \| 1965 \| 1947 \| \| 1975 \| 1629 \| \| 1985 \| 1225 \| \| 1992 \| 1111 \| \| 2001 \| 961 \| \| 2011 \| 748 \| \| 2021 \| 511 \| |           |
| Година на преброяване | Численост |
| 1934 | 1898      |
| 1946 | 2210      |
| 1956 | 2128      |
| 1965 | 1947      |
| 1975 | 1629      |
| 1985 | 1225      |
| 1992 | 1111      |
| 2001 | 961       |
| 2011 | 748       |
| 2021 | 511       |

### Етнически състав

#### Преброяване на населението през 2011 г.
Численост и дял на етническите групи според преброяването на населението през 2011 г.:
|                     | Численост | Дял (в %) |
| Общо                | 748       | 100.00    |
| Българи             | 199       | 26.60     |
| Турци               | 538       | 71.92     |
| Цигани              | ?         | ?         |
| Други               | ?         | ?         |
| Не се самоопределят | ?         | ?         |
| Неотговорили        | 7         | 0.93      |

## Други
Морският нос Риш на остров Ливингстън в Антарктика е наименуван в чест на селището.